# William Lee D. Ewing

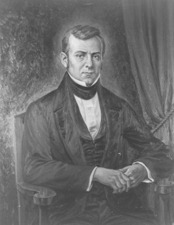
William Lee D. Ewing

William Lee Davidson Ewing (* 31. August 1795 in Paris, Bourbon County, Kentucky; † 25. März 1846 in Springfield, Illinois) war ein US-amerikanischer Politiker und 1834 der fünfte Gouverneur von Illinois. Außerdem war er US-Senator für diesen Bundesstaat.

## Frühe Jahre und politischer Aufstieg
Nach einem Jurastudium und seiner Zulassung als Rechtsanwalt eröffnete William Ewing eine Kanzlei in Shawneetown. Er nahm am Black-Hawk-Krieg teil und wurde Brigadegeneral der Nationalgarde. Seine politische Laufbahn begann im Jahr 1820, als er eine Anstellung bei der Landzuweisungsbehörde (Land Office) in Vandalia erhielt. Zwischen 1826 und 1828 war er Angestellter des Repräsentantenhauses von Illinois. Im Jahr 1830 wurde er dann als Abgeordneter in dieses Gremium gewählt. Von 1832 bis 1834 war er Mitglied des Staatssenats und wurde sogar dessen Präsident. Nachdem sowohl Gouverneur John Reynolds als auch Vizegouverneur Zadok Casey von ihren Ämtern zurücktraten, um in den US-Kongress zu wechseln, wurde Ewing entsprechend der Verfassung neuer Gouverneur von Illinois.

## Gouverneur und spätere Karriere
Als Gouverneur hatte Ewing nur etwa zwei Wochen zu amtieren. Zum Zeitpunkt des Rücktritts von Gouverneur Reynolds am 17. November 1834 war sein Nachfolger Joseph Duncan bereits gewählt. Laut Verfassung durfte Duncan aber das Amt nicht direkt nach Reynolds’ Rücktritt übernehmen, weil seine Amtszeit erst am 3. Dezember 1834 begann. Somit musste Ewing diese Zeit überbrücken. Im Jahr 1835 wurde Ewing Nachfolger des verstorbenen Elias Kane (1794–1835) im US-Senat. 1837 wurde er aber nicht wieder gewählt und musste daher aus dem Kongress ausscheiden. Danach wurde er nochmals Abgeordneter und sogar Präsident des Repräsentantenhauses von Illinois. Außerdem fungierte er ab 1843 als Auditor of Public Accounts; dieses Amt entspricht dem heutigen Illinois Comptroller.